# Harry Potter și Camera Secretelor (joc video)
Harry Potter și Camera Secretelor este un joc video creat de EA pentru PC și câteva console, bazat pe seria de cărți cu același nume. Acest joc cuprinde noi aventuri din anul 2 al lui Harry Potter la Hogwarts și este bazat pe filmul și cartea cu același nume. Apar noi personaje: Dobby, Lockhart, Tom Riddle.
Coloana sonoră a jocului, creată de Jeremy Soule, a primit un premiu BAFTA la categoria cea mai bună coloană sonoră în jocuri video.

## Povestea
Versiunea pentru GBC și pentru PS2 respectă cel mai bine acțiunea cărții și a filmului, pe cand în versiunile pentru GBA și PC se distanțează uneori chiar foarte mult de carte și film. Harry se întoarce în anul său secund la Hogwarts, dar înainte de aceasta este avertizat de Dobby, un elf al casei, că dacă se va intoarce la Hogwarts va fi în mare pericol. Ajuns la Hogwarts Harry are parte de un profesor nou la Apărare Contra Magiei Negre, Gilderoy Lockhart, unul dintre cei mari scriitori ai lumii vrajitorilor. După nu mult timp la Hogwarts apare primul pericol: Harry aude o voce misterioasă, iar după ce s-a luat după acea voce, el observa ce Dna. Norris, pisica ingrijitorului Filch, este pietrificată.